# Верхний Сихиат
Верхний Сихиат (осет. Уæллаг Сыхуат) или Патара-Цихиата (груз. პატარა ციხიათა) — село в Закавказье. Расположено в Знаурском районе Южной Осетии, фактически контролирующей село; согласно административно-территориальному делению Грузии — в Карельском муниципалитете.

## География
Расположено на северо-востоке Знаурского района к востоку от села Сихиат, к юго-востоку от села Цорбис, к северу от села Бекмар.

## Население
Основное население составляют осетины. По переписи 2015 года — 7 человек.

## Топографические карты
- Лист карты K-38-64 Цхинвали. Масштаб: 1 : 100 000. Состояние местности на 1987 год. Издание 1989 г.